# 1627 en arts plastiques
| Années des arts plastiques : 1624 - 1625 - 1626 - 1627 - 1628 - 1629 - 1630    |
| Décennies des arts plastiques : 1590 - 1600 - 1610 - 1620 - 1630 - 1640 - 1650 |

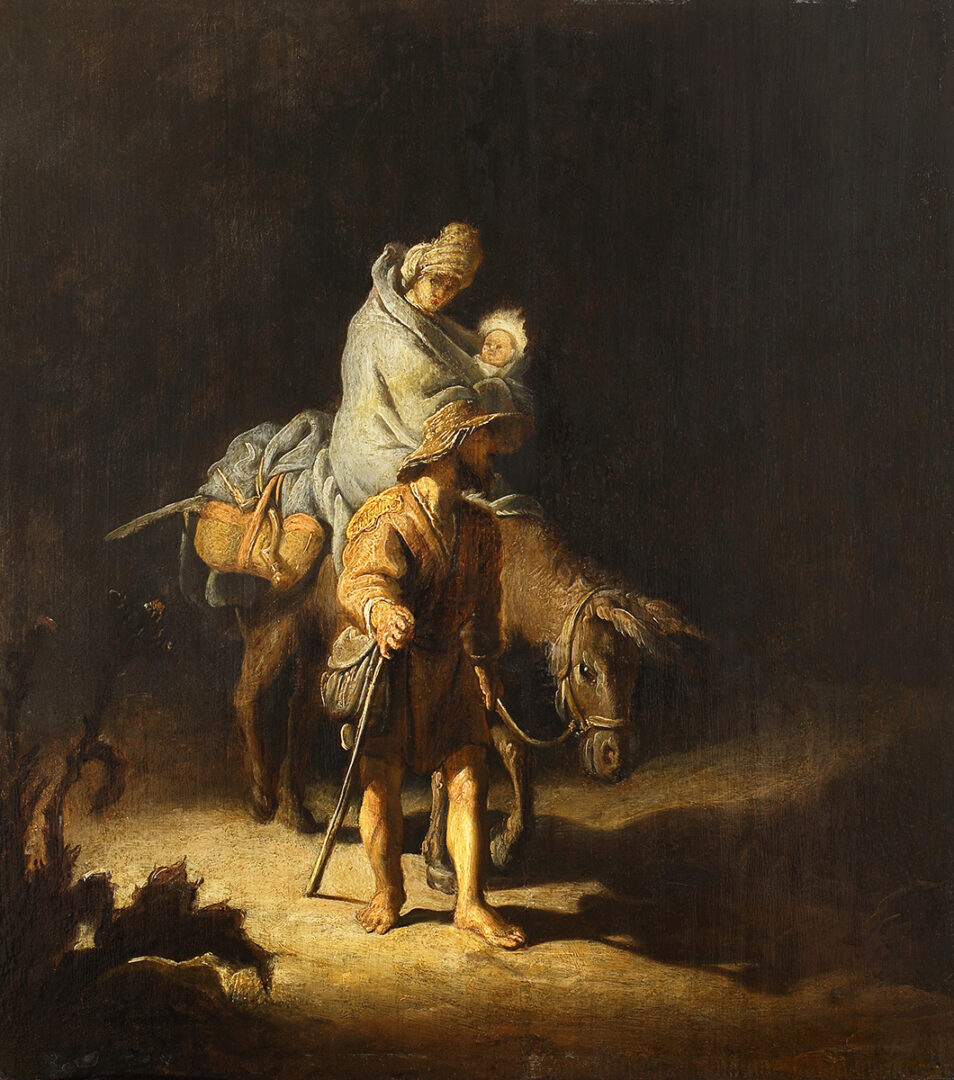
La Fuite en Égypte, toile de Rembrandt.

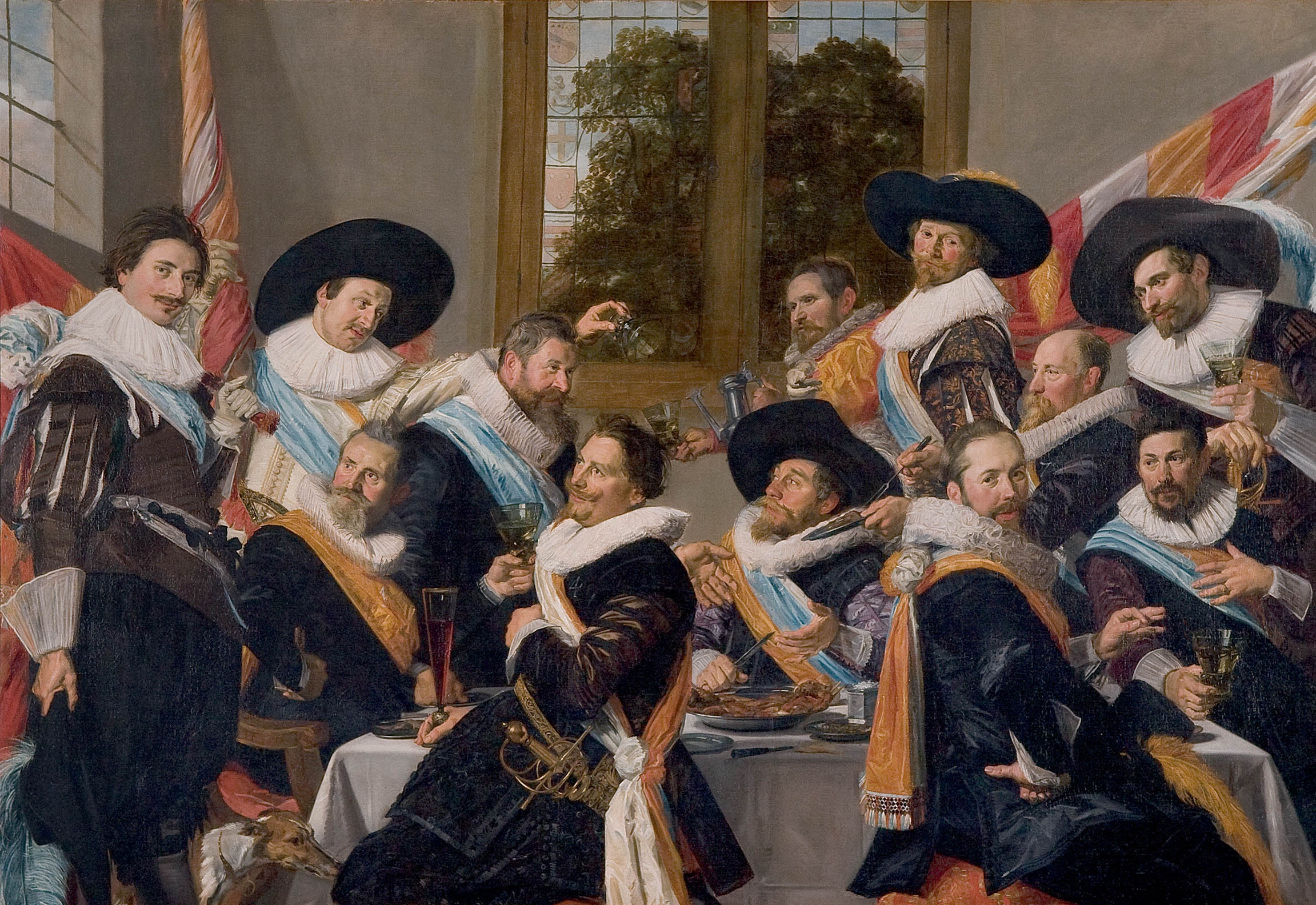
Banquet des officiers du corps des archers de Saint-Adrien, Frans Hals, musée Frans Hals.

Cette page concerne l'année 1627 en arts plastiques.

## Œuvres
- Banquet des officiers du corps des archers de Saint-Adrien, tableau de Frans Hals.

## Naissances
- 14 mars : Roelant Roghman, peintre, dessinateur et graveur néerlandais († 3 janvier 1692),
- 2 août : Samuel van Hoogstraten, peintre, graveur et poète néerlandais († 19 octobre 1678),
- ? :
  - Willem van Aelst, peintre de natures mortes de fleurs et de chasse néerlandais († 1683),
  - Franz Friedrich Franck, peintre allemand († 1687),
  - Onorio Marinari, peintre italien  de natures mortes († 5 janvier 1715),
  - Hendrik Verschuring, peintre, graveur et dessinateur néerlandais († 26 avril 1690),
  - Matthias Withoos, peintre néerlandais († 1703),
- Vers 1627 :
- Jan de Bray, peintre portraitiste néerlandais († 1er avril 1697).

## Décès
- 12 mars : Giovanni Battista Paggi, peintre italien de l'école génoise (° 27 février 1554),
- ?  mars : Ippolito Borghese, peintre italien (° ?),
- 20 mai : Giovanni Paolo Cavagna, peintre baroque italien (° vers 1550 ou 1556),
- 9 juillet : Dirk Rafaelszoon Camphuysen, poète, peintre et théologien protestant hollandais (° 1586),
- 5 août :
  - Aart Jansz Druyvesteyn, avocat, peintre et maire néerlandais (° 1577),
  - Giovanni Battista Ricci, peintre italien (° vers 1537),
- 25 août : Adam van Vianen, graveur et médailleur néerlandais (° 1568),
- 8 septembre : Juan Sánchez Cotán, peintre espagnol (° 25 juin 1560),
- ? :
  - Nathaniel Bacon, peintre anglais (° 1585),
  - Piermaria Bagnadore, peintre et architecte italien (° 1550),
  - Giovanni Battista della Rovere, peintre italien de l'école lombarde (° vers 1560),
  - Bartolomé González y Serrano, peintre baroque espagnol (° 1564),
  - Gaspar Hovic, peintre flamand (° 1550),
  - Jacopo Ligozzi, dessinateur et peintre italien de l'école florentine (° 1547),
  - Tiberio Titi, peintre italien (° 1573).